# Mezinárodní úřad pro míry a váhy
Mezinárodní úřad pro míry a váhy je jedna ze tří mezinárodních organizací, které udržují standardní soustavu SI. Byl založen 20. května roku 1875 na základě Dohody o metru. Často je označován zkratkou BIPM z francouzského  Bureau international des poids et mesures.